# Mistrzostwa Europy w Wioślarstwie 2010 – czwórka podwójna wagi lekkiej kobiet
Czwórka podwójna wagi lekkiej (LW4x) - konkurencja rozgrywana podczas Mistrzostw Europy w Wioślarstwie 2010 w Montemor-o-Velho między 10 a 12 września.

## Harmonogram konkurencji
| Wydarzenie               | Runda |
| ------------------------ | ----- |
| Sobota, 11 września 2010 | Finał |

## Medaliści
| Złoto                                                                      | Srebro                                                                      |
| Włochy · Enrica Marasca · Giulia Pollini · Eleonora Trivella · Erika Bello | Dania · Christina Pultz · Marie Gottlieb · Mia Espersen · Sarah Christensen |

## Finał
| Miejsce | Zawodnik                                                      | Kraj   | Czas    | Uwagi |
| ------- | ------------------------------------------------------------- | ------ | ------- | ----- |
|         | Enrica Marasca Giulia Pollini Eleonora Trivella Erika Bello   | Włochy | 7:15.18 |       |
|         | Christina Pultz Marie Gottlieb Mia Espersen Sarah Christensen | Dania  | 7:21.07 |       |